# All Terrain Mobility Platform
All Terrain Mobility Platform широко відома під назвою свого виробника Supacat. Це легка 6-колісна машина, яка використовується повітряно-десантними та аеромобільними військами британської армії з 1988 року.

## Опис
Supacat є амфібією та має низький тиск на грунт, що дозволяє йому долати пересічену місцевість, перевозячи до восьми військовослужбовців (і два члени екіпажу), стандартний піддон НАТО або інші запаси (боєприпаси тощо). 
GPMG також може бути встановлений для створення ефективної мобільної платформи вогневої підтримки. Крім того, ATMP на службі британської армії може бути оснащений вогневим постом у Мілані. Парашутно-десантний полк також провів успішне підтвердження концепції в 1989 році, встановивши Javelin LML на станину ATMP для протиповітряної оборони зони десантування. Другий ATMP виконував роль передавача боєприпасів.
Він має постійний шість коліс (6x6) із чотирма передніми колесами (дві осі), керованими звичайним способом за допомогою поворотного керма. Ці рукоятки також керують кермовими гальмами, які діють незалежно з кожного боку автомобіля, забезпечуючи кермове гальмування.
Supacat побудований навколо сталевої прямокутної порожнистої рами шасі, яка формує повну форму транспортного засобу та до якої кріпляться всі компоненти та навісне обладнання. «Тіло» Supacat утворює корпус, який дозволяє транспортному засобу плавати та захищає більшість механічних компонентів.
Автомобіль можна налаштувати для кількох ролей:
- Базовий ATMP
- FLPT (Fork Lift Pallet Trailer) для підйому, обробки та транспортування піддонів вагою до 1,6 тонни.
- SLLPT (легкий піддонний причіп із самозавантаженням)
- «Fuel Cat», який здатний перевозити та перекачувати до 1000 літрів авіаційного палива. Він також має систему запуску двигуна для літака та може буксирувати APFC (переносний паливний контейнер).
- Навісний кран
- Відновлення після аварії літака
- Радіоретрансляційні станції
- Евакуація поранених

Супакати були вперше прийняті на озброєння Сполученим Королівством у 1988 році та активно використовувалися на службі.

Модифікований Supacat 6X6 MK III був використаний у фільмі Бразилія.
У вересні 2015 року бренд Supacat змінився на SC Group, і бренд Supacat залишився для основного оборонного бізнесу групи.

## Оператори
- Бразилія
- Малайзія
- Велика Британія